# Yvonne Strahovski
Yvonne Jaqueline Strahovski (* 30. července 1982 Maroubra, Sydney, Nový Jižní Wales, Austrálie) je australská herečka známá rolí agentky Sarah Walkerové v televizním seriálu Chuck (2007–2012), postavou Hannah McKayové v seriálu Dexter (2012–2013) či ztvárněním Terry Wadeové ve sci-fi Já, Frankestein (2014). Hlavní roli si zahrála také v seriálu The Astronaut Wives Club (2015). Za roli Sereny Joy Waterford v seriálu Příběh služebnice získala nominaci na Cenu Emmy.

## Životopis
Narodila se v Maroubra, předměstí Sydney, polským emigrantům jako Yvonne Jaqueline Strzechowski. Vystupovala v seriálu Chuck. Kvůli snadnější výslovnosti a na popud jejího producenta Joshe Schwartze přijala foneticky pravopisné Yvonne Strahovski jako své umělecké jméno.
Vystudovala University of Western Sydney jako bakalářka umění.

## Kariéra
V roce 2007 byla obsazena do seriálu Chuck jako Sarah Walkerová. Za roli získala v roce 2010 cenu Teen Choice Award.
Mluví plynně polsky, což uplatnila v krátkém dialogu v seriálu Chuck v epizodě Chuck Versus The Wookiee. Ačkoliv zde hraje Američanku (epizodě Chuck Versus The Ex) mluví krátce se svým skutečným australským akcentem.
V listopadu 2011 byla obsazena do hlavní role ve filmu Já, Frankestein. (2014).V červnu 2012 se připojila k obsazení seriálu Dexter jako Hannah McKay. V prosinci 2012 debutovala na Broadwayi ve hře Golden Boy. Za roli získala cenu Theatre World Award. S Liamem Hemsworthem byla v roce 2012 oceněna cenou Australians Film Breakthrough Award za práci v mezinárodních filmech a seriálech.
V roce 2014 se připojila k seriálu stanice FOX 24: Live Another Day jako agentka Kate Morgan. Později byla obsazena do role Rene Carpenter v seriálu stanice ABC The Astronauts Wives Club. V roce 2016 si zahrála ve filmu Manhattan Night. Od roku 2017 hraje v seriálu Příběh služebnice. Za svůj výkon získala nominaci na cenu Emmy v kategorii nejlepší herečka ve vedlejší roli v roce 2018.
V roce 2021 si zahrála po boku Chrise Pratta ve scifi filmu Válka zítřka plukovníka Foresterovou.

## Osobní život
Na předávání cen Emmy v roce 2017 přiznala, že se provdala za svého dlouholetého přítele Tima Lodena. Mají spolu tři syny.

## Filmografie

### Filmy
| Rok  | Film                         | Role                      | Další poznámky           |
| ---- | ---------------------------- | ------------------------- | ------------------------ |
| 2007 | Ztraceni v divočině          | Sondra                    | jako Yvonne Strzechowski |
| 2008 | The Plex                     | Sarah                     |                          |
| 2008 | The Canyon                   | Lori                      |                          |
| 2009 | I Love You Too               | Alice                     |                          |
| 2009 | Persons of Interest          | Lara                      | krátkometrážní film      |
| 2010 | Matching Jack                | Veronica                  |                          |
| 2010 | LEGO: Clutch Powers zasahuje | Peg Mooring (hlas)        |                          |
| 2011 | Elitní zabijáci              | Anne                      |                          |
| 2012 | The Outback                  | Miranda (hlas)            |                          |
| 2012 | Koala Johnny: Zrození hrdiny |                           |                          |
| 2012 | Výlet s mámou                | Jessica                   |                          |
| 2014 | Já, Frankestein              | Terra Wade                |                          |
| 2015 | Manhattan Night              | Caroline Crowley          |                          |
| 2016 | Vidím jenom tebe             | Karen                     |                          |
| 2016 | Batman: Bad Blood            | Kate Kane/Batwoman (hlas) |                          |
| 2018 | Predátor: Evoluce            | Emily McKenna             |                          |
| 2018 | He's Out There               | Laura                     |                          |
| 2019 | Můj andílek                  | Claire                    |                          |
| 2021 | Válka zítřka                 | Muri Forester (dospělá)   |                          |

### Seriály
| Rok       | Seriál                   | Role                            | Poznámky                        |
| --------- | ------------------------ | ------------------------------- | ------------------------------- |
| 2004      | Double the Fist          | Suzie                           | díl: „Fear Factory“             |
| 2005–2006 | headLand                 | Freya Lewis                     | 26 dílů                         |
| 2007      | Sea Patrol               | Speciální agentka Martina Royce | díl: „Cometh the Hour“          |
| 2007–2012 | Chuck                    | Sarah Walker                    | 91 dílů                         |
| 2012      | Dexter                   | Hannah McKay                    | 17 dílů                         |
| 2014      | Louie                    | Blake                           | díl: „Model“                    |
| 2014      | 24: Live Another Day     | agenta C.I.A. Kate Morgan       | 12 dílů                         |
| 2015      | The Astronaut Wives Club | Rene Carpenter                  | 10 dílů                         |
| 2015      | Edge                     | Beth                            | neprodaný televizní pilotní díl |
| 2017–2025 | Příběh služebnice        | Serena Joy Waterford            | hlavní role                     |
| 2018      | Na vlásku: Seriál        | Stalyan (hlas)                  | 2 díly                          |
| 2019      | Stateless                | TBA                             | 6 dílů                          |

### Videohry
| Rok  | Název              | Role           | Další poznámky                               |
| ---- | ------------------ | -------------- | -------------------------------------------- |
| 2009 | Mass Effect Galaxy | Miranda Lawson |                                              |
| 2010 | Mass Effect 2      | Miranda Lawson | Vyvinuto BioWare Vydáno 26. ledna 2010 (USA) |
| 2011 | The 3rd Birthday   | Aya Brea       |                                              |
| 2012 | Mass Effect 3      | Miranda Lawson | Vyvinuto BioWare Vydáno 9. března 2012 (USA) |

## Ocenění a nominace
| Rok  | Název                                       | Kategorie                                                                              | Práce             | Výsledek  |
| ---- | ------------------------------------------- | -------------------------------------------------------------------------------------- | ----------------- | --------- |
| 2010 | Spike Video Game Awards                     | nejlepší ženský výkon                                                                  | Mass Effect 2     | nominace  |
| 2010 | Teen Choice Awards                          | nejlepší seriálová herečka: akční                                                      | Chuck             | vítězství |
| 2011 | SFX Awards                                  | nejlepší herečka                                                                       | Chuck             | nominace  |
| 2011 | Teen Choice Awards                          | nejlepší seriálová herečka: akční                                                      | Chuck             | nominace  |
| 2011 | TV Guide Awars                              | nejoblíbenější herečka                                                                 | Chuck             | vítězství |
| 2011 | TV Guide Awars                              | nejoblíbenější seriálový pár (sdíleno se Zacharym Levi)                                | Chuck             | vítězství |
| 2012 | Cena Saturn                                 | nejlepší hostující výkon v televizním seriálu                                          | Dexter            | vítězství |
| 2012 | Teen Choice Awards                          | nejlepší seriálová herečka: akční                                                      | Chuck             | nominace  |
| 2013 | Behind the Voice Actors Awards              | nejlepší vokální výkon obsazení: videohra                                              | Mass Effect 3     | nominace  |
| 2017 | Behind the Voice Actors Awards              | nejlepší ženský vokální výkon v TV speciálu/přímo-na-dvd vydáno/krátkometrážním filmu  | Batman: Bad Blood | nominace  |
| 2017 | Screen Actors Guild Awards                  | nejlepší obsazení: seriál (drama)                                                      | Příběh služebnice | nominace  |
| 2018 | Cena Emmy                                   | nejlepší ženský herecký výkon ve vedlejší roli: seriál (drama)                         | Příběh služebnice | nominace  |
| 2018 | Critics' Choice Television Awards           | nejlepší ženský herecký výkon ve vedlejší roli: seriál (drama)                         | Příběh služebnice | nominace  |
| 2018 | Gold Derby Awards                           | nejlepší obsazení                                                                      | Příběh služebnice | vítězství |
| 2018 | Online Film & Television Association Awards | nejlepší ženský herecký výkon ve vedlejší roli: seriál (drama)                         | Příběh služebnice | vítězství |
| 2018 | Screen Actors Guild Awards                  | nejlepší obsazení: seriál (drama)                                                      | Příběh služebnice | nominace  |
| 2018 | Zlatý glóbus                                | nejlepší ženský herecký výkon ve vedlejší roli: seriál, limitovaný seriál nebo TV film | Příběh služebnice | nominace  |